# Perdiguer de Burgos
El perdiguer de Burgos és una raça de gos, originada a la meseta castellana, especialment dotat per la mostra i cobrament de la perdiu roja i el conill.

## Història i origen de la raça
L'evolució de les races de gossos de mostra ha tingut una marxa paral·lela al desenvolupament dels estris i armes de caça i de la mateixa manera que passa amb moltes altres races canines, la manca de dades escrites, pintures i les escasses notícies que en tenim, fan pensar que el modern perdiguer de Burgos es tracta d'una agrupació ètnica relativament recent.
El mot perdiguer apareix moltes vegades en textos clàssics sobre cacera i correspon sempre al gos caçador de perdius, però mai es fa referència a un lloc d'origen concret. No és fins al 1814 que tenim un escrit procedent dels soldats germànics presents a la península Ibèrica a les ordres del general Wellington on fent inventari abans d'embarcar-se cap al seu país, ens parla de l'existència d'una raça de gossos de caça en aquesta zona, que es crien amb el nom de Perdiguers de Burgos. Forts de cos i cap, blancs i marrons, amb taques i pigues.
Durant tot el segle xix la raça no deuria patir moltes modificacions, l'absència de mitjans de comunicació i les valls i barreres naturals van proporcionar quelcom definitiu en la tipificació d'una raça: l'aïllament i com a conseqüència immediata, la consanguinitat. A les zones amb més densitat de preses de pèl s'hi afegí sang de rastrejador espanyol, mentre que els gossos de llocs amb més densitat en aus caçaven al vent. Aquest fet originà un gos de caça complet, tranquil en la recerca, de mostra ferma i de cobrament excel·lent, que tant va a la perdiu, guatlla o becada, com al conill i la llebre amb la mateixa eficàcia.
La raça queda oficialment reconeguda el 1911 per la Real Sociedad Canina de España, ja que era molt apreciada pels caçadors de principis del segle xx. En el transcurs de la Guerra Civil es perden els registres i durant la dècada del 1960 el perdiguer de Burgos entra en una greu crisi perquè els criadors abusen, primer de la consanguinitat i després del mestissatge per intentar corregir-la. No és fins a principis del 1980 que la raça comença la seva recuperació degut a la creació de dues associacions que intenten recuperar-lo a través d'un registre d'exemplars.

## Descripció
Tot i ser un bracoide, la figura del perdiguer de Burgos no és tan estil·litzada com altres races del seu grup (com per exemple la del pòinter anglès), però transmet una clara sensació de robustesa, gràcies al seu port més quadrat. Coses a destacar són les seves llargues orelles plegades i els dos grans plecs en forma de papada. La cua se sol despuntar a un terç de la seva longitud original.
Color: Presenta dues variacions de color: una, on el color bàsic, està tacat i/o combinat amb marró marró i altra, on el color bàsic és el marró que es troba, en aquest cas, motejat de blanc.
Pelatge: El pèl és curt, tupid i llis.
Alçada: Mascles de 62 a 67 cm i femelles de 59 a 64 cm.
Pes: De 25 a 30 kg.

## Cures
Si és mantingut en el seu ambient natural les cures que sol·licita són escassos, donada la seva perfecta adaptació al seu medi ambient. Com altres moltes races de gossos de caça requereix grans dosis d'exercici diari i grans espais oberts on córrer.

## Temperament
És un gos afable i tranquil que no sol sobresaltar-se fàcilment. No és un gos que s'adapti bé a ambients urbans

## Entrenament
És intel·ligent i aprèn amb facilitat el que es refereix a les seves feines de caça.

## Utilitat
El perdiguer de Burgos és considerat com el més complet gos de mostra espanyol, ja que a part del seu excel·lent venteig és valorat per la seva tranquil·litat i aplom en la recerca. És rústic i està perfectament adaptat a les dures condicions de la meseta castellana, resistint el fred de l'hivern i alhora adaptat a llargues jornades de treball en dies calorosos.
Presenta una gruixuda capa epidèrmica als coixinets de les potes i una potent musculatura que li permeten resistir l'agressivitat i sequetat del terrenys àrids i pedregosos. La marxa, com en la majoria de bracs, és el trot, tot i que és un trot potent i econòmic no malgastant forces i cobrint una extensió de terreny acceptable.
La mostra és delicada i molt sòlida. Mostra de lluny la peça, però sempre caça a distància d'escopeta restant a la guait de les possibles ordres del caçador. A mesura que venteja la presa passa a un trot tant més suau com més s'hi acosta i quan la troba, la mostra amb el cap elevat i el coll erguit. El cobrament és segur i impecable, inclús a l'aigua.
Degut a l'equilibrada combinació de mostra i rastreig s'adapta perfectament a la complicada cacera de la perdiu roja, que corre de pressa entre matolls i rostolls i deixa més rastre al sòl que altres espècies de perdiu. Caça a més, la guatlla, la becada, el faisà, el conill, la llebre i fins i tot el cabirol.